# 드롭 (영화)
"드롭"(영어: Drop)은 2025년 개봉한 미국의 스릴러 영화로, 크리스토퍼 랜던이 감독을 맡았다.